# Rasim Delić
Rasim Delić (alternativně srbsky Расим Делић, česky Rasim Delič; 4. února 1949, Čelić – 16. dubna 2010, Sarajevo) byl bosenský generál. Byl kariérním důstojníkem v jugoslávské armádě, ale během rozpadu Jugoslávie ji opustil. Byl odsouzen za válečné zločiny Mezinárodním trestním tribunálem pro bývalou Jugoslávii (ICTY) za to, že nezabránil a nepotrestal zločiny spáchané jednotkou mudžahedínů pod jeho velením. Byl odsouzen na 3 roky vězení.

## Životopis

### Jugoslávská lidová armáda
Delić zahájil svou vojenskou kariéru v Jugoslávské lidové armádě (JNA) 1. října 1967 na Vojenské akademii pro pozemní síly, kde 31. července 1971 svá studia dokončil. V letech 1971 až 1985 sloužil u dělostřeleckého oddílu JNA se sídlem v Sarajevu a od října 1980 do září 1984 jako jeho velitel. Od září 1984 do srpna 1985 Rasim Delić sloužil jako náčelník štábu a zástupce velitele společného dělostřeleckého pluku. Mezi srpnem 1985 a červencem 1990, s výjimkou asi jedenáctiměsíčního přerušení v letech 1988/89, kdy navštěvoval velitelskou štábní školu, byl Rasim Delić velitelem společného dělostřeleckého pluku. 22. prosince 1987 byl povýšen na podplukovníka. Od 16. července 1990 do 13. dubna 1992 byl zástupcem náčelníka operací ve 4. sboru JNA v Sarajevu.

### Armáda Republiky Bosna a Hercegovina
Oficiálně požádal o opuštění JNA 13. dubna 1992. Krátce po 13. dubnu byl Rasim Delić jmenován vedoucím výcvikového a operačního orgánu teritoriální obrany RBiH.
16. dubna 1992 dostal rozkaz opustit Sarajevo a 19. dubna dorazil do Visoka, kde se skupinou důstojníků TO pracoval na formování jednotek ve střední Bosně. Nakonec byla vytvořena taktická skupina Visoko v čele s Rasimem Delićem. K 12. květnu se také stal členem hlavního štábu a k tomuto datu byl oficiálně pověřen organizováním a velením ozbrojených bojových aktivit v různých obcích střední Bosny.
20. května 1992 se jednotky TO staly Armádou Republiky Bosna a Hercegovina. 17. října 1992 Sefer Halilović, tehdejší náčelník hlavního štábu, jmenoval Rasima Deliće úřadujícím vedoucím oddělení operačního plánování a výcviku v hlavním štábu. Tato skupina byla pojmenována Operační velitelství Visoko.
Na podzim 1992 byla skupina Visoko oficiálně pojmenována jako štáb vrchního velení – oddělení Visoko, čímž přešla do čela velení generálního štábu a ministerstva obrany a přímo se zodpovídala předsednictvu a prezidentovi.
27. dubna 1993 Sefer Halilović jmenoval Rasima Deliće jedním ze čtyř důstojníků zastupujících ARBiH ve společném velení ARBiH a Chorvatské rady obrany (HVO).
8. června 1993 vydalo bosenské předsednictví rekonstrukci vrchního velitelství ARBiH tak, aby zahrnovalo zřízení funkce velitele hlavního štábu ARBiH, přičemž do této funkce byl jmenován Rasim Delić, čímž převzal veškerou kontrolu nad ARBiH a stal se členem rozšířené předsednictví RBiH.
Delicovým největším úspěchem bylo zabránit zhroucení vládního vojska v druhé polovině roku 1993. To poskytlo prostor pro vyjednávání zorganizovaná americkou administrativou, která ukončila konflikt s bosenskými Chorvaty v březnu 1994.

### Po válce a odchod do výslužby
Delić se stal velitelem armády Bosenské federace až do svého odchodu do důchodu v roce 2000.
Na Sarajevskou univerzitu se zapsal v prosinci 2004. Zakončil tezí „Nastanak, razvoj i uloga Armije RBiH u odbrani Bosne i Hercegovine“ (Vytvoření, expanze a role armády RBiH při obraně Bosny a Hercegoviny).
Angažoval se i v některých neziskových organizacích. Byl také spoluzakladatelem Udruženja za zaštitu tekovina borbe za Bosnu i Hercegovinu.

## Obžaloba z válečných zločinů
Byl obviněn z válečných zločinů Mezinárodním trestním tribunálem pro bývalou Jugoslávii a odsouzen na tři roky vězení. Soudní senát ho odsoudil za to, že v červenci a srpnu 1995 mudžahedínům nezabránil nebo nepotrestal kruté zacházení s dvanácti zajatými srbskými vojáky ve vesnici Livade a v táboře Kamenica u Zavidovići. Generál byl v té době ve vazbě na oddělení pro výkon vazby až do skončení odvolacího řízení.

### Historie a obvinění
Zahraniční mudžahedíni dorazili do střední Bosny ve druhé polovině roku 1992 s cílem pomoci svým bosensko-muslimským (bosňáckým) souvěrcům vedením „džihádu“ proti „nepřátelům bosenských muslimů“ během bosenské války. Většinou pocházeli ze severní Afriky, blízkého a středního východu. 13. srpna 1993 bosenská armáda oficiálně zorganizovala zahraniční dobrovolníky do oddílu známého jako „El Mudžahíd“, aby nastolila kontrolu a pořádek.
Odvolací senát ICTY v případu Kubura a Hadžihasanović však poznamenal, že vztah mezi 3. sborem bosenské armády v čele s Hadžihasanovićem a oddílem mudžáhidů nebyl vztahem podřízenosti, ale spíše byl blízko k otevřenému nepřátelství, protože jediný způsob jak oddíl ovládnout bylo zaútočit na ně, jako by to byla samostatná nepřátelská síla.
Vojáci jednotek mudžahedínů spáchali různé válečné zločiny a nelidské zacházení se srbskými a chorvatskými vojáky, zejména zajatci, mimo jiné:
- Podle obžaloby dne 8. června 1993, ve stejný den, kdy byl Delić jmenován šéfem velitelství, zajala bosenská armáda 200 chorvatských vojáků, kteří se vzdali po bojích ve vesnici Maline a jejím okolí. Zajatí vojáci dostali rozkaz vojenské policie 306. horské brigády ARBiH k pochodu k nedaleké osadě Mehurići, několik mil od Maline. Poblíž vesnice Poljanice potkali skupinu asi deseti mudžahedínů, kteří vzali skupinu asi dvaceti chorvatských vojáků a jednu ženu a nařídili jim, aby se s nimi vrátili do Maline. Všichni dostali rozkaz stát v řadě, načež byli zavražděni. Podle obžaloby mezinárodního prokurátora byl Delić o těchto zločinech informován, ale neudělal nic, aby jim zabránil nebo je potrestal.
- 21. června 1995 byli dva vojáci (Momir Mitrović a Predrag Knežević) Armády Republiky srbské zajati a brzy poté jim vojáci Armády RBiH uřízli hlavu[14]. Obžaloba uvádí, že další vězni zajatí téhož dne byli mučeni a poté převezeni do tábora Kamenica. Další srbský voják, Gojko Vujičić, byl údajně sťat 24. července 1995. Ostatní vězni byli nuceni políbit hlavu, která byla vystavena v místnosti, ve které byli drženi. V táboře Kamenica byly praktikovány různé druhy mučení, včetně elektrických šoků nebo způsobující strašlivou bolest zajatcům tím, že jim byly do nohou vloženy gumové trubky, do kterých byl pumpován stále vyšší tlak vzduchu.
- 11. září 1995 bylo zajato asi šedesát srbských vojáků spolu se třemi ženami, které byly poté všechny převezeny do tábora Kamenica. Všichni vojáci už nebyli nikdy spatřeni a předpokládá se, že jsou mrtví. Tvrdí se, že tři ženy byly znásilněny a později propuštěny 10. listopadu 1995. 26. února 2008 byl však Delić zproštěn obvinění ze znásilnění podle pravidla 98 Jednacího řádu a dokazování. Podle předsedajícího soudce Bakone Molota v průběhu svého případu obžaloba nevedla žádné důkazy o počtu tři souvisejících se znásilněním.[15]
- Další skupina deseti srbských vojáků byla zajata 10. září 1995. Všichni byli vystaveni mučení po dobu dvanácti dnů.

Tvrdilo se, že Delić věděl, že mudžahedíni a další vojáci jeho armády mají v úmyslu spáchat tyto zločiny, a věděl, že tábor Kamenica byl místem, kde se tyto zločiny pravděpodobně staly, ale neudělal nic, aby těmto zločinům zabránil.
3. března 2005 se Delić dobrovolně vzdal Mezinárodnímu soudu. Ve všech případech odmítl vinu.

### Soud a verdikt
15. září 2008, po přibližně jedenácti měsících soudního řízení, soud vynesl rozsudek ve věci Delić. Dvakrát byl dočasně propuštěn do Bosny, poprvé v květnu 2005  a podruhé během novoroční přestávky 11. prosince 2007. Státní zástupci neměli k těmto rozhodnutím připomínky. Při druhém propuštění byl Delić chvíli držen v domácím vězení, protože mluvil s Harisem Silajdžićem – byl obviněn, že s ním mluvil o svém případu, ale tvrdil, že mluvil pouze o přátelích a rodině.
Žalobci požadovali patnáct let vězení, zatímco obhajoba požadovala jeho propuštění, protože vina nebyla prokázána. Obhajoba tvrdila, že v kritické době neměl kontrolu nad mudžahedíny, takže nebyl v pozici, aby je zastavil nebo potrestal.
Soud však dospěl k závěru, že Delić nebyl vinen ze zločinů na chorvatských vojácích v Maline, protože byl téhož dne jmenován velitelem velitelství. Byl také shledán nevinným z krutosti a vraždy ve vesnici Kesten a v táboře Kamenica, kde mudžahedíni zabili jednoho starého muže a 52 srbských vojáků a dalších 10 mučili. Byl uznán vinným pouze z jednoho obvinění z toho, že nezabránil nebo nepotrestal kruté zacházení s dvanácti zajatými srbskými vojáky ve vesnici Livade a v táboře Kamenica. V ostatních bodech byl shledán nevinným.
Ačkoli byly válečné zločiny praporu mudžahedínů prokázány a většina soudu souhlasila s tím, že Delić měl během té doby nad touto jednotkou účinnou kontrolu, soudci došli k závěru, že Delić v té době o těchto vraždách nemohl vědět, takže nemohl je zastavit.
Delić byl odsouzen ke třem letům vězení,, přičemž 448 dní již strávených ve vazbě se počítalo jako součást tohoto trestu.

## Smrt
Zemřel dne 16. dubna 2010 ve věku 61 let ve svém domě v Sarajevu.